# Ampiezza della distribuzione eritrocitaria
L'ampiezza della distribuzione eritrocitaria (RDW o RCDW dall'inglese red blood cell distribution width) è uno dei parametri dell'esame emocromocitometrico, utile nella discriminazione delle situazioni di anisocitosi, ovvero presenza di globuli rossi con un diametro diverso dal normale. È utile per distinguere tipi diversi di anemia, ad esempio per differenziare talassemie da anemie sideropeniche, poiché in entrambi i casi il valore di MCV risulta basso ma hanno un RDW diverso.